# Taro Daniel
Taro Daniel (ダニエル 太郎, Danieru Tarō, Nova York, 27 de gener de 1993) és un tennista professional japonès d'origen estatunidenc.
En el seu palmarès hi ha un títol individual del circuit ATP i cinc més del circuit ATP Challenger Tour. El seu lloc més alt mai al rànquing mundial individual va ser el número 64 el 27 d'agost de 2018, coincidint amb el primer títol individual.

## Biografia
Fill de mare japonesa, Yasue, i pare estatunidenc, Paul Daniel, té una germana més petita anomenada Kara. Va néixer als Estats Units i va créixer en diverses localitats del món. Va estudiar a Nagoya i Saitama durant la seva infantesa, però quan tenia 14 anys, la seva família es va establir a València.

## Palmarès

### Individual: 2 (1−1)
| Llegenda                          |
| --------------------------------- |
| Grand Slams (0−0)                 |
| ATP Finals (0−0)                  |
| ATP World Tour Masters 1000 (0−0) |
| ATP World Tour 500 (0−0)          |
| ATP World Tour 250 (1−1)          |

| Títols per superfície |
| --------------------- |
| Dura (0−1)            |
| Gespa (0−0)           |
| Terra batuda (1−0)    |

| Resultat  | Núm. | Data                | Torneig                | Superfície   | Oponent          | Marcador    |
| --------- | ---- | ------------------- | ---------------------- | ------------ | ---------------- | ----------- |
| Guanyador | 1.   | 6 de maig de 2018   | Istanbul, Turquia      | Terra batuda | Malek Jaziri     | 7−6(4), 6−4 |
| Finalista | 1.   | 13 de gener de 2024 | Auckland, Nova Zelanda | Dura         | Alejandro Tabilo | 2−6, 5−7    |

## Trajectòria

### Individual
| Open d'Austràlia | Q3  | Q1  | 1R    | Q2          | 1R          | 2R          | Q1          | 1R   | 3R | 2R | 1R | 0 / 8   | 4 – 8   |
| Roland Garros | Q1  | 1R  | 2R    | 2R          | Q2          | A           | Q2          | 1R   | 1R | 2R |    | 0 / 6   | 3 – 6   |
| Wimbledon | Q1  | Q1  | 1R    | 1R          | 1R          | A           | NC          | A    | 1R | 1R |    | 0 / 5   | 2 – 5   |
| US Open | 1R  | Q3  | A     | 2R          | 1R          | Q1          | 1R          | 1R   | 1R |    |    | 0 / 6   | 1 – 6   |
| Jocs Olímpics | NC  | NC  | 3R    | No celebrat | No celebrat | No celebrat | No celebrat | 1R   | NC | NC |    | 0 / 2   | 2 − 2   |
| Total Victòries–Derrotes                                                                                                   | 2−7 | 2−6 | 10−16 | 4−10        | 17−18       | 13−18       | 1−4         | 5−11 |    |    |    | 57 – 92 | 57 – 92 |
| Rànquing a final d'any | 177 | 96  | 127   | 99          | 77          | 110         | 117         | 125  |    |    |    |         |         |
| Llegenda: G: Guanyador; F: Finalista; SF: Semifinalista; QF: Quarts de final; Q: Qualificació; A: Absent; RR: Round Robin; |     |     |       |             |             |             |             |      |    |    |    |         |         |